# Leptogomphus lansbergei
Leptogomphus lansbergei – gatunek ważki z rodziny gadziogłówkowatych (Gomphidae).